# فينس لومباردي
فينسنت توماس «فينس» لومباردي (بالإنجليزية: Vincent Thomas "Vince" Lombardi)‏ ‏ (11 يونيو 1913 – 3 سبتمبر 1970) مدرب كرة قدم أمريكية. كان أفضل مدرب لفريق جرين باي باكيرز خلال عقد السبعينيات، حيث قاد الفريق بالفوز بثلاث بطولات متتالية وخمس بطولات في سبع سنين من ضمنها أول مباريتين لسوبر بول (Super Bowls) عقب موسم 1966م و1967م في دوري كرة القدم الأمريكية. وقد سمي كأس سوبر بول دوري كرة القدم الأمريكية باسمه تكريمًا له. وقد أدرج اسمه في لوحة مشاهير دوري كرة القدم الأمريكية في عام 1971م.
لعب فينس كرة القدم في مدرسة سينت فرانسيس الابتدائية ثم جامعة فوردهام. وبدأ خطواته الأولى في مرحلة التدريب كمدرب مساعد ثم كمدرب رئيس لفريق مدرسة سينت سيسليا الثانوية. فيما بعد، أصبح المدرب المساعد لفريق جامعة فوردهام والأكاديمية العسكرية الأمريكية ونيويورك جاينتس قبل أن يصبح المدرب الرئيس لفريق جرين باي باكيرز منذ عام 1959م وحتى عام 1967م وفريق واشنطن ريدسكنز في عام 1967م. ولم يخسر أي موسم منذ أن أصبح مدربًا رئيسًا في دوري كرة القدم الأمريكية مُحقِقًا نسبة فوز دورية مثيرة في كل موسم تصل إلى 73.8 % (96-34-6)، كما تصل نسبة الفوز قبل بداية الموسم 78.6 % (44-12) بينما تصل إلى 90 % (9-1) بعد نهاية الموسم، وقد بلغ عدد مرات الفوز في دوري كرة القدم الأمريكية إلى 149 فوزًا وعدد مرات الهزيمة 47 مرة وستة تعادلات.

## كتابات أخرى
- Cavanaugh, Jack (2008), Giants Among Men. New York:Random House. eرقم دولي معياري للكتاب ISBN 978-1-58836-697-9
- Gifford, Frank and Richmond, Peter (2008), The Glory Game:How the 1958 NFL Championship Changed Football Forever. New York:Harper Collins eرقم دولي معياري للكتاب ISBN 978-0-06-171659-1
- Lombardi, Vince Jr. (2001), What It Takes to Be #1: Vince Lombardi on Leadership. New York:McGraw-Hill.
- Lombardi, Vince Jr. (2003), The Lombardi Rules: 26 Lessons from Vince Lombardi:The World's Greatest Coach. New York:McGraw-Hill

## وصلات خارجية
- Official Vince Lombardi Website
- Pro Football Hall of Fame - Vince Lombardi
- Vince Lombardi Memorial at Find A Grave
- Georgetown Lombardi Comprehensive Cancer Center